# Tingeling
Tingeling (engelskt originalnamn: Tinker Bell) är en bevingad fe i J.M. Barries berättelser om Peter Pan. Hon var först med i pjäsen Peter Pan från 1904 och i den efterföljande boken som kom 1911. I filmen Hook från 1991 spelas Tingeling av Julia Roberts och i filmen Peter Pan från 2003 spelas hon av Ludivine Sagnier.

## Karaktär
Tingeling kommunicerar inte genom tal, utan genom ljudet av bjällror, vilket endast förstås av dem som kan feernas språk. Hon är omväxlande hjälpsam och hämndlysten, rent av elak. Hon hjälper folk, men är ofta väldigt svartsjuk på flickor som får uppmärksamhet av Peter Pan, däribland Wendy.
Hennes temperament förklaras av att hon är så liten att hon bara kan hålla en känsla i sig i taget. Om man säger att man inte tror på älvor, så försvinner Tingeling långsamt bort om man inte tar tillbaka uttalandet.

## Disneys Tingeling
Tingeling har blivit välkänd genom Walt Disney Companys tecknade långfilm Peter Pan från 1953. Där tecknades hon som blond med håret uppsatt i en knut och med en kort grön klänning. Var hon rör sig sprider hon ett magiskt stoft som ger personer förmågan att flyga, om de bara tror.
Sedan filmen har Tingeling kommit att bli en av Disneys främsta symboler. Hon sägs symbolisera den magi som Disney skapar genom animeringen. Hon är ofta en del av öppningssekvensen till företagets produktioner. Hon är också frontfigur i serien Disney Fairies.

## Framträdanden

### Teaterpjäser
- Peter Pan (1903)

### Böcker
- Peter Pan (1911)

### Filmer
- Peter Pan (1953)
- Hook (1991)
- Tillbaka till landet Ingenstans (Peter Pan: Return to Never Land, 2002)
- Peter Pan (2003)
- Tingeling (Tinker Bell, 2008)
- Tingeling och den förlorade skatten (Tinker Bell and the Lost Treasure, 2009)
- Tingeling och älvornas hemlighet (Tinker Bell and the Great Fairy Rescue, 2010)
- Tingeling - Vingarnas hemlighet (Secret of the Wings, 2012)
- Tingeling och piratfen (The Pirate Fairy, 2014)
- Tingeling - Legenden om önskedjuret (Legend of Neverbeast, 2014)